# 223 Rosa
A 223 Rosa a Naprendszer kisbolygóövében található aszteroida. Johann Palisa fedezte fel 1882. március 9-én.